# Sarah Whitehead
Pour les articles homonymes, voir Whitehead.
Sarah Whitehead serait le nom d'une femme dont le fantôme hanterait la Banque d'Angleterre. Elle est également connue sous le nom de The Bank Nun (« La nonne de la banque »).

## Légende urbaine
Le frère de Sarah Whitehead, Philip, fut employé par la Banque d'Angleterre de 1797 à 1810. Au cours de son travail à la banque, Philip Whitehead « adopte un style de vie extravagant » et commence à spéculer sur le marché boursier. Les directeurs de la banque lui permettent de démissionner, évitant ainsi son licenciement, et il s'installe comme agent de change. Des preuves sont finalement révélées, prouvant que Philip Whitehead avait fraudé en « falsifiant une acceptation d'un projet de loi ». Il est accusé de faux en 1811, puis exécuté le 29 janvier 1812,.
La nouvelle de la condamnation et de l'exécution du frère est cachée à sa sœur, Sarah, aussi longtemps que possible. Cependant, elle finit par apprendre la nouvelle, et sa santé mentale devient instable. C'est alors qu'elle se rend quotidiennement à la banque pour demander s'il est là. Cela dure jusqu'en 1818, lorsque les directeurs lui offrent une aide financière à condition qu'elle cesse de venir à la banque. Whitehead porte des vêtements en crêpe noir, signe de deuil, et devient connue sous le nom de The Bank Nun (« La nonne de la banque »).
Cependant, il existe une incertitude quant à son identité, car il n'y a pas de « Sarah Whitehead » enregistrée dans les archives. Son fantôme hanterait la Banque d'Angleterre, ainsi que le quartier proche de Threadneedle Street, où elle est aussi appelée The Black Nun (« la nonne noire »).

## Dans la culture populaire
Le Reader's Digest la cite dans sa liste des « 20 lieux les plus hantés de Londres ».
Son histoire et sa légende sont reprises dans divers récits et feuilletons publiés dans les journaux du XIXe siècle. L'écrivain James Malcolm Rymer publie le penny dreadful The Lady in Black, or, the Widow and the Wife entre 1847 et 1848. La poétesse Edith Sitwell reprend le récit et l'adapte dans son livre English Eccentrics (1933). Le fantôme est également cité par W. H. Auden dans son poème New Year Letter (1940).